# Ара-Иля
Ара-Иля (бур. Ара Элеэ, также  Ара-Элеэ) — село в Дульдургинском районе Агинского Бурятского округа Забайкальского края. Административный центр и единственный населённый пункт в сельском поселении «Ара-Иля».

## География
Расположено в северной части района, в 63 км к северо-западу от районного центра — села Дульдурга, на реке Иля. С 1999 года находится на территории национального парка «Алханай».
Климат
резко континентальный. Лето жаркое, средняя температура в июле +16 ÷ +18 °C (максимальная + 38 °C). Зима холодная, солнечная, средняя температура в январе составляет −22 ÷ −24 °C (абс. минимум −47 °C).
Осадков выпадает от 300 до 400 мм/год.
Продолжительность вегетационного периода 90—150 дней.

## История
Основано в 1876 году с разработкой месторождения золота.

## Население
| 2002 | 2010 | 2012 | 2013 | 2014 | 2015 | 2016 | 2017 | 2018 | 2019 | 2020 |
| ---- | ---- | ---- | ---- | ---- | ---- | ---- | ---- | ---- | ---- | ---- |
| 349  | ↘339 | ↘337 | ↘334 | ↘330 | ↘329 | ↘322 | ↘318 | ↘301 | →301 | ↘288 |
| 2021 |      |      |      |      |      |      |      |      |      |      |
| ↘212 |      |      |      |      |      |      |      |      |      |      |

## Инфраструктура
экономика
В 1936—62 гг действовал рудник по добыче золота, в 1965—97 — лесоучасток по переработке древесины.
Личное подсобное хозяйство.
Социальные объекты
Средняя общеобразовательная школа, Дом Культуры, детский сад, библиотека, врачебная амбулатория. При МБОУ «Ара-Илинская основная общеобразовательная школа» действует стадион и спортзал; в здании СДК — хоккейная коробка.
Администрация сельского поселения, почтовое отделение.
Общее состояние экономических объектов по состоянию на 2018 год
| Наименование организации    | количество организаций | число работающих |
| --------------------------- | ---------------------- | ---------------- |
| — Общеобразовательная школа | 1                      | 23               |
| — Библиотека                | 2                      | 2                |
| — Детский сад «Солнышко»    | 1                      | 5                |
| — Врачебная амбулатория     | 1                      | 3                |
| — ФГУП почта России         | 1                      | 1                |
| — Магазины                  | 1                      | 3                |

## Транспорт
К селу подходит региональная автодорога 76К-170 «Подъезд к с. Ара-Иля»